# Kosmetik im Alten Ägypten

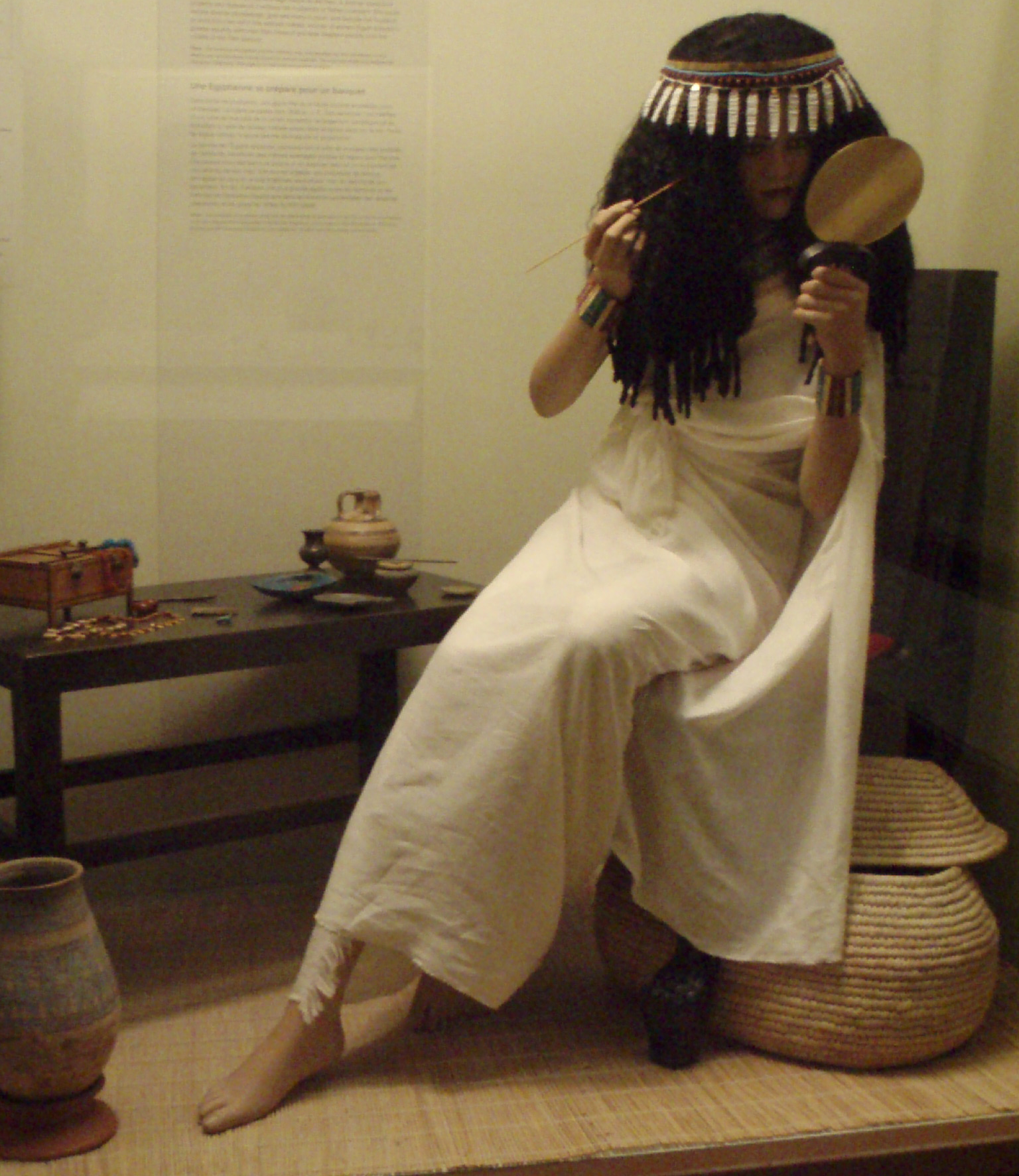
Nachstellung einer altägyptischen Frau beim Schminken

Kosmetik im Alten Ägypten gehörte seit der Frühzeit in der ägyptischen Kultur zu den wichtigsten gesellschaftlichen Dingen im Alltag. Sie diente nicht nur der Förderung des allgemeinen Schönheitsideals, sondern auch der Pflege und als Statussymbol. Schminke hatte außerdem rituelle und religiöse Bedeutung, wie die Schminkpaletten des Alten Reiches verdeutlichen. Kosmetika wurden in Gräbern der Badari-Kultur bis zur Koptischen Epoche nachgewiesen.

## Schminke

### Augen- und Gesichtsfarben
Beide Geschlechter verwendeten schwarzen Kajal, um die Augen zu umranden und mit einem Lidstrich zu versehen. Der Kajal wurde in Form eines Pulvers verwendet, das in Alabasterschälchen aufbewahrt und leicht angefeuchtet mit einem dünnen Stäbchen aus Silber, Elfenbein, Horn oder Holz aufgetragen wurde. Er bestand aus Ruß, Bleiglanz, Manganoxiden, schwarzem Eisenoxid sowie Magnetit und sollte vor gleißendem Sonnenlicht ebenso schützen wie durch seine antiseptische Wirkung vor Augeninfektionen. Für Lidschatten ( Lila oder Blau ) wurden Galenit, Azurit und Malachit verarbeitet. Die Minerale wurden zu Pulver zermahlen, mit etwas Tierfett vermengt und anschließend aufgetragen. Auch Gesichtsfarben aus Henna oder rotem Ocker waren beliebt. Ägyptische Frauen färbten ihre Wangen, Lippen und Hände damit ein.

## Öle, Salben und Parfüms
Duftöle, Salben und Parfüms sind in Gefäßen und als Grabbeigaben nahezu aller Epochen Ägyptens belegt. Wohlriechende Öle und Flüssigkeiten hatten im Alten Ägypten zunächst die Aufgabe, als Opfer an die Götter zu dienen oder als Grabbeigabe den Verstorbenen das Weiterleben im Jenseits zu verschönern.
Im Neuen Reich während der Regierungszeit der Pharaonin Hatschepsut änderte sich aber die Verwendung von Parfüms: Jetzt wurde auch der lebende Körper parfümiert und die Verwendung duftender Substanzen wurde Teil des Schönheitsideals im Alten Ägypten. Parfüms wurden zum Teil des religiösen Rituals der Reinigung des Körpers.
Die Duftmischungen wurden von Priestern hergestellt, die auf den Umgang mit Harzen, Balsamen und Salben spezialisiert waren.
Königin Kleopatra soll sogar die Segel ihrer Schiffe parfümiert haben, sodass eine Wolke des Wohlgeruchs ihre Nilfahrten begleitet haben sollen. Kleopatra VII. verwendete Kyphi als Parfüm, und zwar in solchen Mengen, dass man sie schon vom Ufer aus riechen konnte, bevor ihr Boot gelandet war. Griechische Historiker wie Plutarch und Dioscurides berichten von der Herstellung von Parfums und Duftölen, allerdings beschränken sich ihre Wiedergaben auf ihre eigenen Epochen.

### Behältnisse für Kosmetikuntensilien
Die Kosmetikutensilien wurden in speziell angefertigten Behältnissen aufbewahrt, wie beispielsweise geflochtene Körbe oder gezimmerte und bemalte Truhen, und konnten so auch auf Reisen mitgenommen werden.

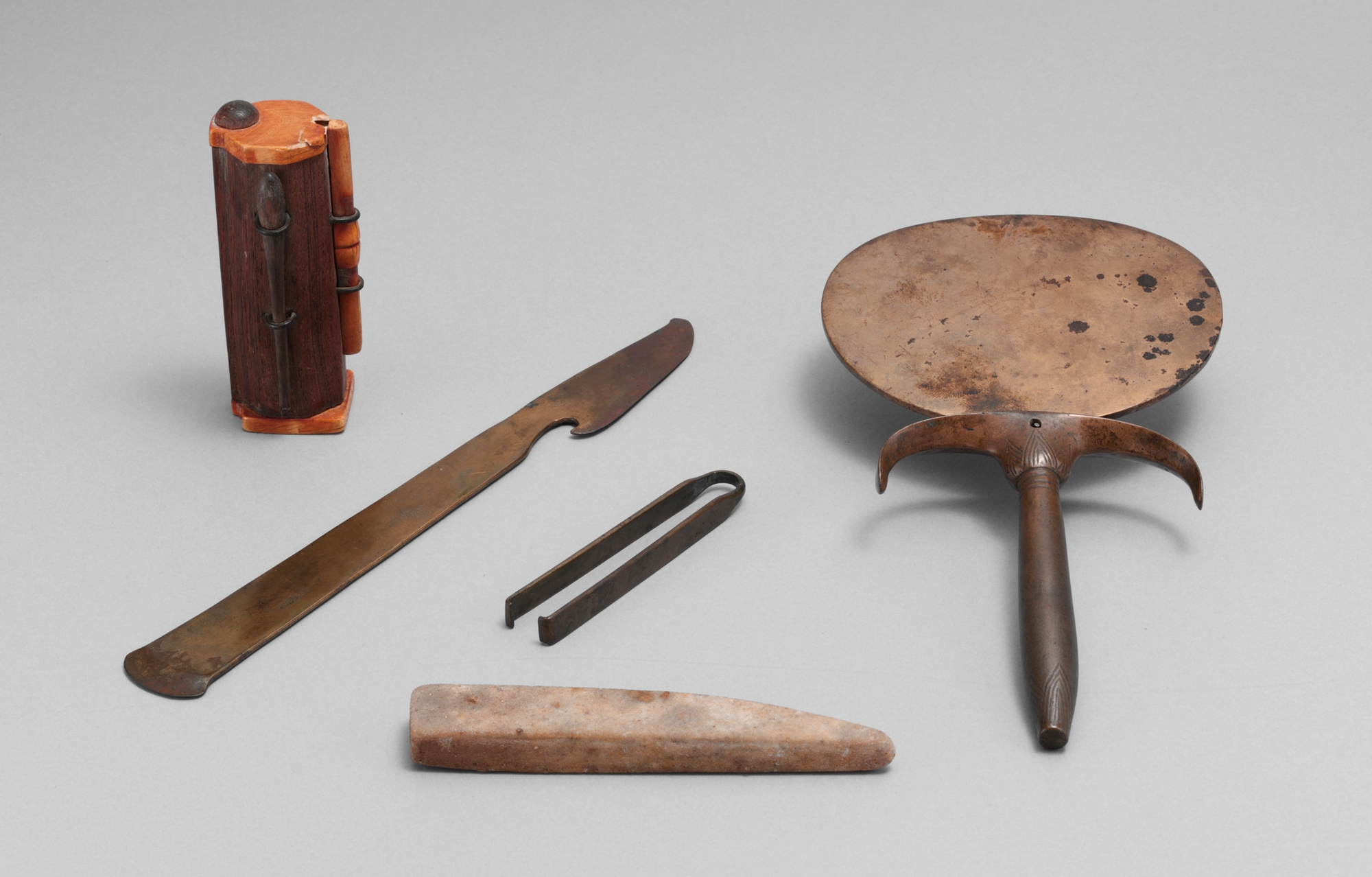
Altägyptisches Kosmetikset mit Kholbehälter, Rasiermesser, Pinzette, Schleifstein und Spiegel (links nach rechts)
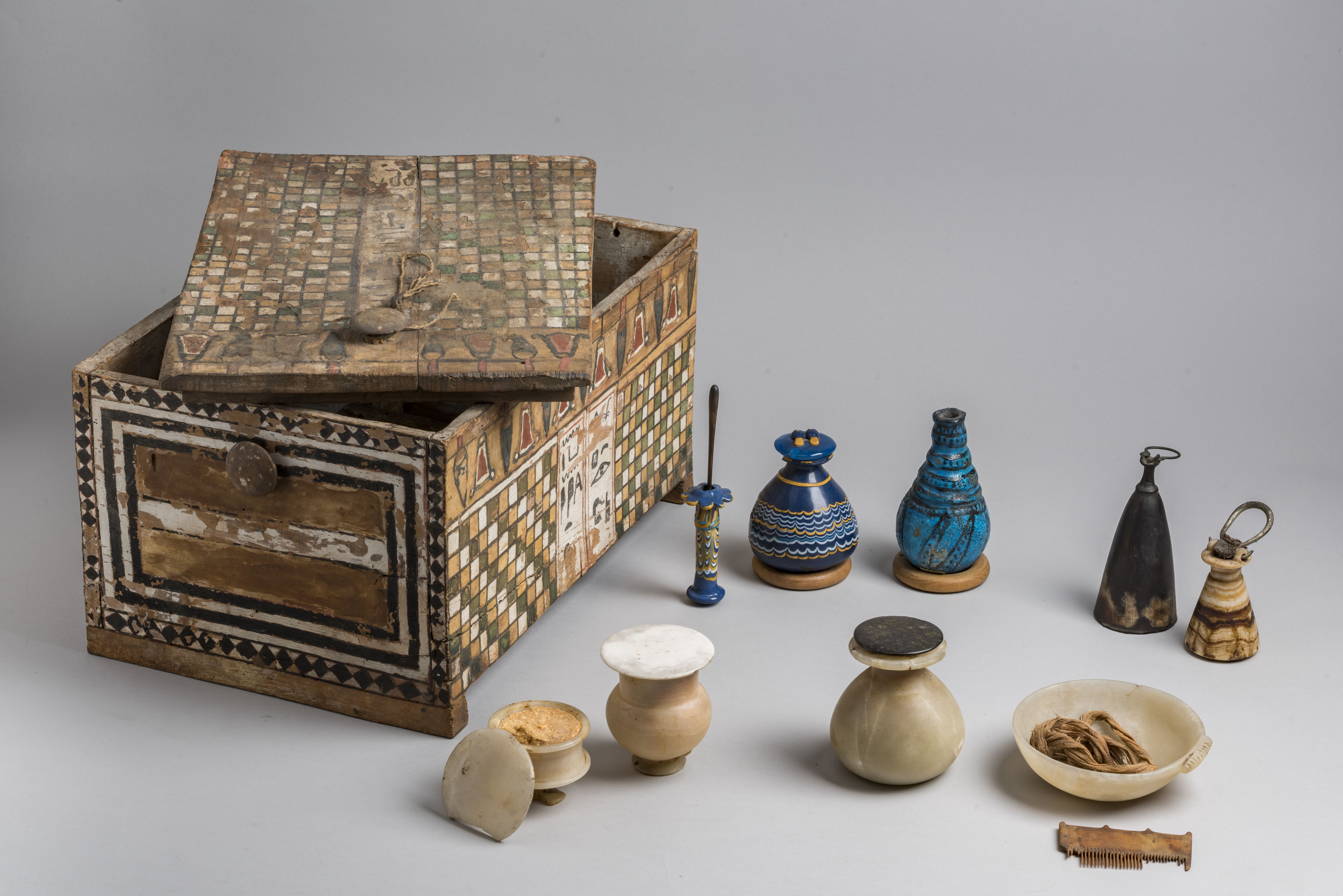
Altägyptisches Kosmetikset mit Kholbehälter, Gläser mit Salben und Parfüms
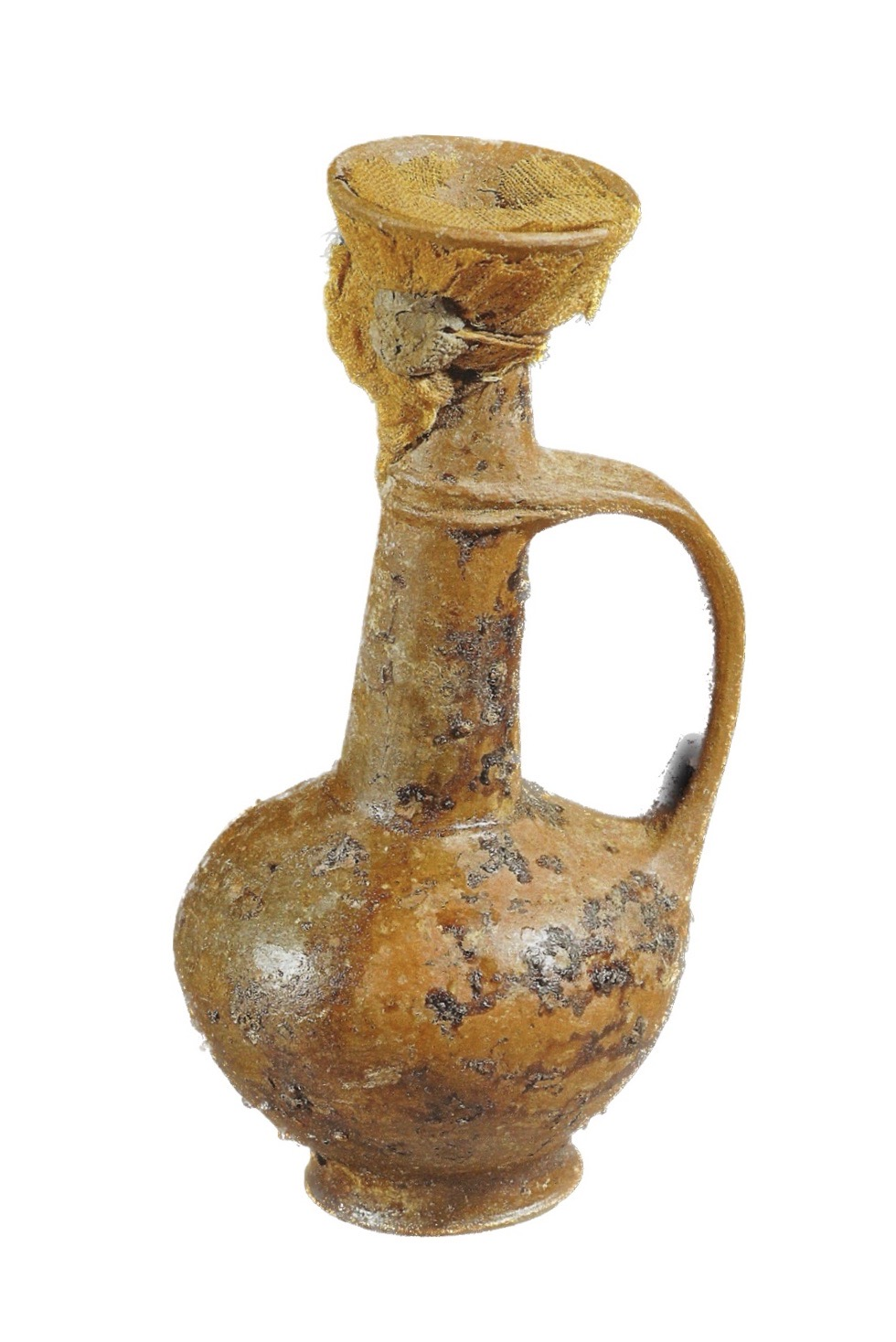
Altägyptisches Parfümgefäß

In der PharaonenGold Ausstellung im UNESCO Weltkulturerbe Völklinger Hütte (2019/2020) wurden zwei geflochtene Körbe samt den erhalten gebliebenen Inhalten präsentiert. Darunter Gefäße mit Resten von Salben und Parfümflaschen aus Ton und dazu ein noch komplett verschlossenes Gefäß, das noch Reste des originalen antiken Parfüms enthält.
Vor Jahren wurde eine Probe daraus entnommen, analysiert und das Parfüm rekonstruiert.

## Haarpflege

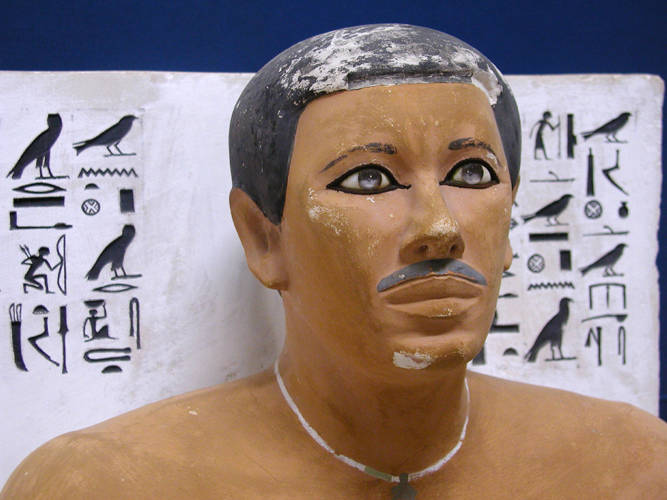
Prinz Rahotep mit einem Schnurrbart

Die Alten Ägypter betrieben intensive Haarpflege. Dazu gehörte zum Beispiel das Tragen von Perücken. Diese Mode ist seit der Frühdynastik belegt. Die Perücken konnten gestuft oder aus Locken zusammengeflochten sein und bestanden aus Menschenhaar oder Palmenfaser. Damit sie nicht so schnell wieder auseinanderfielen, wurden sie in flüssiges Bienenwachs getaucht. Sie waren unter Männern wie Frauen gleichermaßen beliebt und galten auch als Statussymbol. Besonders Beamte, Adlige und Priester trugen feine Perücken zum Zeichen ihres Standes und ihrer Macht. Auch Könige wie Djoser (3. Dynastie) waren Perückenträger. Interessanterweise wurde menschliches Haar zu feinen Schnüren verarbeitet, um Juwelenketten und ganze Pektorale anzufertigen. Zur Haarpflege gehörte bei Männern auch die regelmäßige Rasur, bei Priestern war sie sogar Vorschrift. In bestimmten Perioden waren auch Bärte, vor allem Schnurrbärte, aber auch Vollbärte beliebt. Könige (Pharaonen) trugen einen künstlichen Königsbart. Kleine Knaben hatten oft kahlgeschorene Köpfe, nur an der rechten oder linken Seite hing ein kleiner Zopf oder ein Pferdeschwanz herab, der als Jugendlocke bezeichnet wird.